# ローランド・XVシリーズ
XVシリーズは、ローランドが販売していたシンセサイザーの型番・商品名及びそれらのシリーズ名である。PCMシンセサイザー。前身はXPシリーズ。

## シリーズ一覧
XV-5080
128ボイス／32パート・マルチティンバー、2Uラック・サイズの音源モジュール。波形ROM64MB、ウェーブフォーム1083種類。
拡張カードSRXシリーズを4枚、SR-JVシリーズを4枚同時使用可能。320×80ドットの液晶を搭載。SCSIおよびR-Bus装備。
最大128MBのRAMを搭載可能でSCSI接続のCD-ROMよりローランドS-760、アカイS-1000／3000のサンプルデータを読み込むことが可能。
後継機種はINTEGRA-7。
XV-5050
64ボイス／16パート・マルチティンバー、1Uラック・サイズの音源モジュール。波形ROM64MB、ウェーブフォーム1083種類。
拡張カードSRXシリーズを2枚同時使用可能。パソコンと直接USBで接続可能。20桁×2行の液晶を搭載。
XV-2020
64ボイス／16パート・マルチティンバー、1Uハーフラック・サイズの音源モジュール。波形ROM64MB、ウェーブフォーム1083種類。
拡張カードSRXシリーズを2枚同時使用可能。パソコンと直接USBで接続可能。ハーフラックにしたため液晶画面の代わりに8セグLEDのみとなり、付属のXVエディターでの編集が前提となっている。
XV-88
拡張カードSRXシリーズを2枚、SR-JVシリーズを2枚同時使用可能。88鍵ハンマーアクション鍵盤を備える128ボイスシンセサイザー。
XV-3080
128ボイス／16パート・マルチティンバー、2Uラック・サイズの音源モジュール。波形ROM64MB、ウェーブフォーム1083種類。
拡張カードSRXシリーズを2枚、SR-JVシリーズを4枚同時使用可能。40桁×2行の液晶を搭載。

## 主なユーザー
- 松武秀樹(XV-5050,XV-5080)